# Vache sacrée
La vache sacrée est un terme d'origine occidentale pour nommer le phénomène de zoolâtrie religieuse à l'égard des bovins, en particulier en Inde. Le terme indien et originel est Gao Mata (en hindi), c'est-à-dire « Mère Vache » (de même que les Déesses hindoues s'appellent « Mère Kâlî » (Kali Mata), etc.) ou « La Vache-Mère ». La vache est en effet vue en Inde comme une « Mère universelle » (la vache, sous le terme gaya, veut dire aussi « douceur »), du fait qu'elle donne son lait à tous, même à ceux qui ne sont pas ses veaux ; en Inde, la vache n'est pas seulement « sacrée » en tant que telle – bien qu'étant décrite par la littérature hindoue comme l'origine et le fruit de tout sacrifice aux dieux –, elle représente la sacralité de toutes les créatures. La vache a été et est encore vénérée dans de nombreuses civilisations et religions dans le monde, les plus notables étant l'hindouisme, le zoroastrisme, aussi bien que les religions de l'Égypte ancienne, de la Grèce et de la Rome antiques.

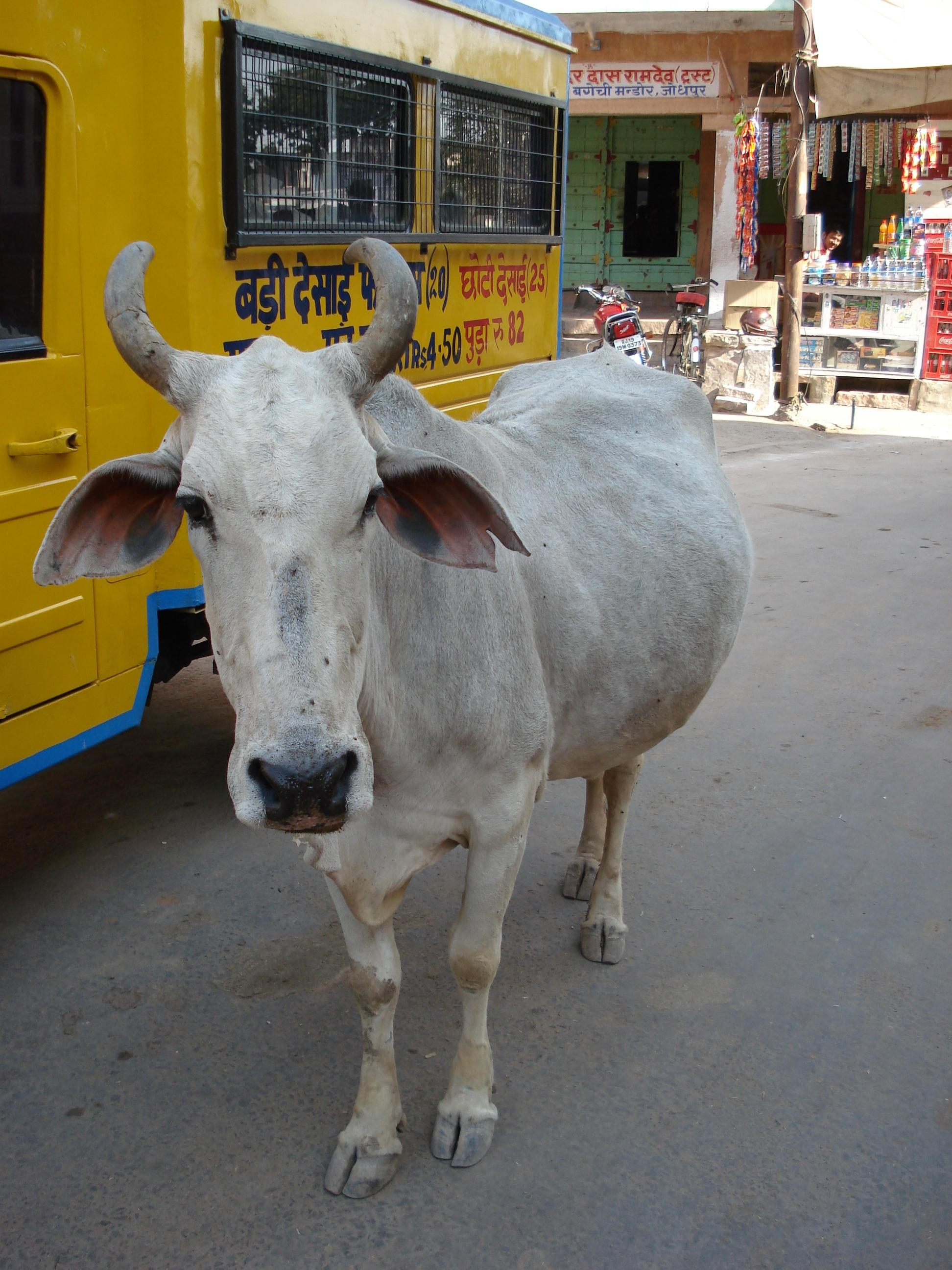
Vache indienne.

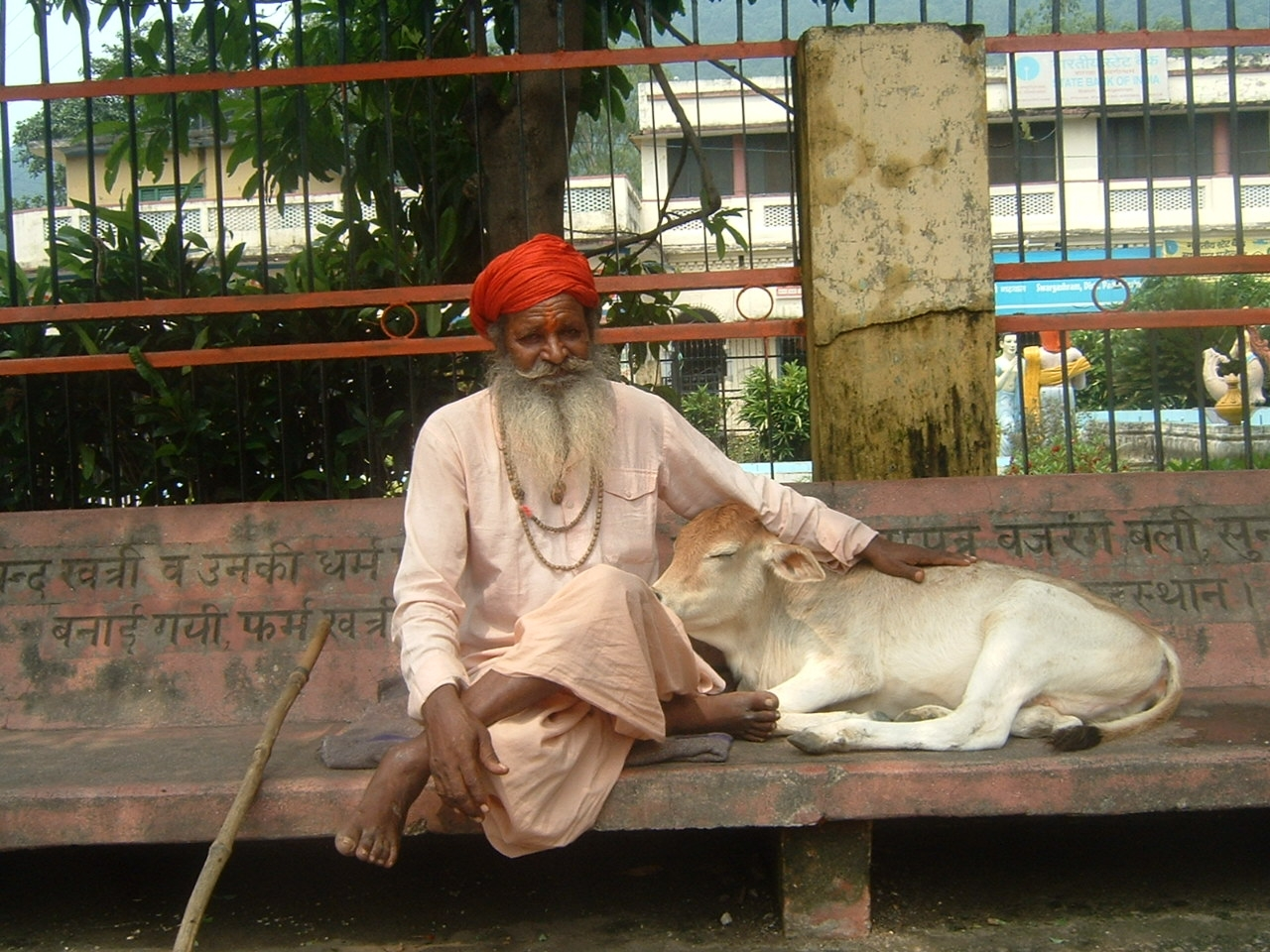
Ascète (sadhu) hindou avec un veau.

## Hindouisme

### Termes sanskrits
Le mot le plus commun pour la vache (bœuf, bovin) est go (ou gau), mot apparenté avec le terme anglais cow et le latin bos, tous liés à l'IE *gwous. Le mot sanskrit pour bétail est paśu, de l'IE *peku. D'autres termes comme dhenu correspondent à la vache, rishabha à Taureau et ukshan à bœuf.
Les vaches laitières sont également appelées aghnya « que l'on ne peut pas tuer ». Cette terminologie indique clairement la protection absolue dont la vache (bovin) doit bénéficier.

### La vache dans la tradition sacrée hindoue

#### Rig-Véda
Les bovins étaient déjà très importants pour le peuple de l'Inde ancienne, et plusieurs hymnes se référent à plus de dix mille bovins. Dans le Rig Véda (7.95.2.) et d'autres versets (par exemple, 8.21.18) on mentionne également la région Sarasvati où on a versé du lait et du beurre clarifié (ghee), indiquant que les bovins ont été rassemblés dans cette région. Le Rig Véda 6,28 est un hymne titré « Vaches », dont les vers parlent de la sécurité due aux vaches :

« 3. Qu'elles ne soient jamais perdues, qu'aucun voleur ne les blesse jamais ; qu'aucun adversaire malveillant n'essaye de les harceler. Que le Maître des Vaches vive de nombreuses années avec celles-ci, les Vaches dont la grâce lui permet de faire des offrandes et de servir les Dieux. 4. (...) Que ces Vaches, bétail du pieux adorateur, puissent errer sur un vaste pâturage où ne se trouve aucun danger. 5. Pour moi les Bovins ressemblent à Bhaga, ils ressemblent à Indra, ils ressemblent à une part du Soma versé (...) 6. Ô Bovins, (...) faites prospérer ma maison, avec vos voix propices. Votre puissance est glorifiée dans nos assemblées. 7. Broutez les bons pâturages et ayez à votre portée une eau pure et douce en de beaux lieux d'abreuvement. Ne soyez jamais aux mains du voleur ou du pécheur, et puisse la flèche de Rudra vous éviter toujours. »

— Rig Véda VI, 3,4, 5, 6, 7.

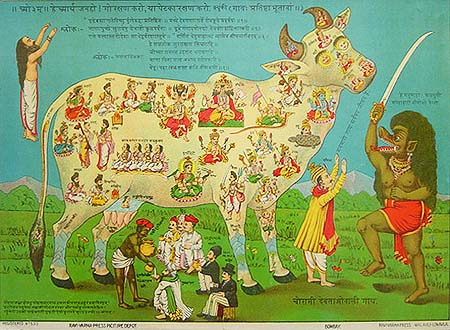
Une brochure pour protester contre la pratique de la consommation et le meurtre des bovins. Kali (extrême droite), le démon de sexe masculin du Bhâgavata Purâna et Markandeya Purana, tente d'assassiner une vache. La version en couleurs est due à Ravi Varma Press (1912). Cette représentation de la vache est issue de l'Atharva-Véda.

Dans le Rig Véda, les vaches figurent souvent en tant que symboles de la richesse « ou » de déesses de la rivière (les rivières sont souvent assimilées à des vaches dans le Rigveda), par exemple, 3.33.1 :

« Comme deux mères vaches lumineuses qui lèchent leurs petits, Vipas et Sutudri déversent rapidement leurs eaux. »

Selon Aurobindo, dans le Rig Véda, les vaches symbolisent parfois la « légèreté » et les « rayons » solaires. Aurobindo écrit qu'Aditi (la forme personnalisée primordiale de la Prakriti/Nature) est décrite comme une vache, et le Purusha (l'être suprême/l'âme) comme un taureau.
Le dieu védique Indra, roi des Dieux, est traditionnellement comparé à un taureau.

#### Atharva-Véda
Dans l'Atharva-Véda le corps de la vache est représenté par de multiples dévas (divinités hindoues) et d'autres sujets. La vache constitue l'essence du sacrifice par son don de lait, nourriture sacrée permettant les rituels et la vie, et représente l'incarnation du monde et de tous les êtres :

« C'est la Vache qui est l'immortalité, et c'est la Vache qu'on révère en tant qu'elle est la mort ; la Vache, c'est tout ce qui est, Dieux et Hommes, Asuras, Mânes et Prophètes. L'homme instruit de ce mystère connaîtrait le mystère de la Vache : alors seulement le Sacrifice, pourvu de tous ses pieds, se laisse traire sans regimber en faveur de celui qui l'offre. (...) C'est la Vache qui fait vivre les Dieux, la Vache qui fait vivre les hommes. La Vache, c'est tout ce qui est, tout ce que contemple le Soleil. »

— Atharva Veda (10.10)

#### Harivamsha

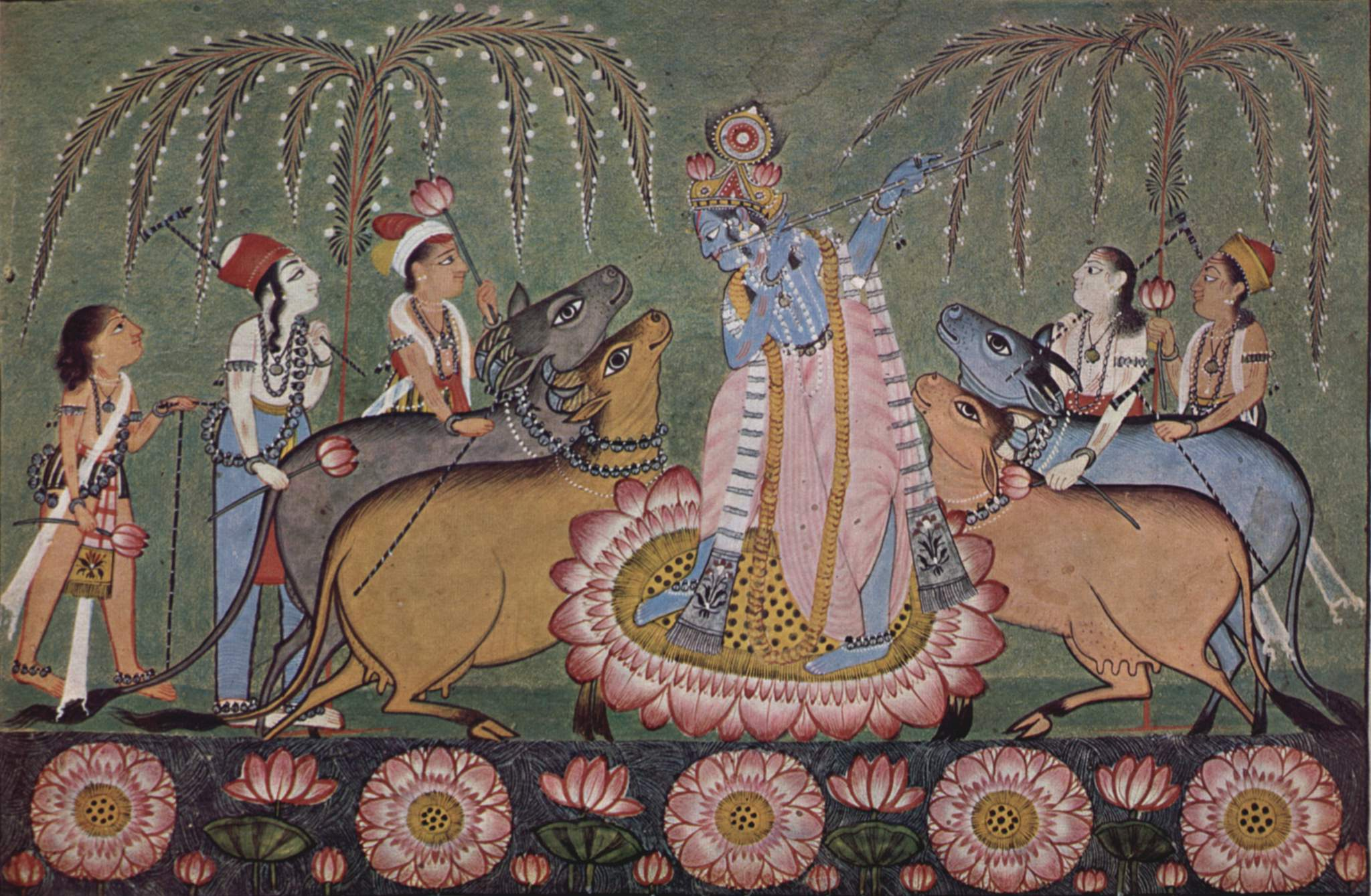
Le Seigneur Krishna jouant de la flûte au milieu des bovins (miniature indienne de 1740).

Le Harivamsha représente Krishna en vacher. Il est souvent décrit comme Bala Gopala, « l'enfant qui protège les vaches ». Un autre des nombreux noms de Krishna est Govinda , ce qui signifie « celui qui apporte satisfaction aux vaches ». Identifiant la vache comme la « Mère » de toute civilisation, son lait nourrit toute créature. Cette qualité « maternelle », réservée à la vache, est saluée comme la plus haute forme de don.
Le lait d'une vache est estimé promouvoir les qualités sattviques (pureté). Le ghee (beurre clarifié) fait à partir du lait de vache est utilisé dans les cérémonies et dans la préparation des aliments religieux. La bouse de vache est utilisée comme engrais, comme combustible et comme désinfectant dans les maisons. Les tests indiquent que la bouse de vache contient également du menthol, du phénol, de l'indole, de l'ammoniac, du formol et des bactériophages qui éliminent les agents pathogènes et est donc un désinfectant reconnu. Son urine est également utilisée pour des rituels religieux, ainsi qu'à des fins médicinales. Le matériel de purification suprême, panchagavya, est un mélange de cinq produits de la vache, nommément le lait, le lait caillé, le ghee, l'urine et les excréments. Le refus de se nourrir de la viande de vache, vue comme l'animal généreux par excellence, est ainsi considéré comme le premier pas vers le végétarisme total.

#### Purana
La déesse Prithvi est représentée sous la forme d'une vache dans le Bhagavata Purana.

#### Mânava-Dharma-Shâstra

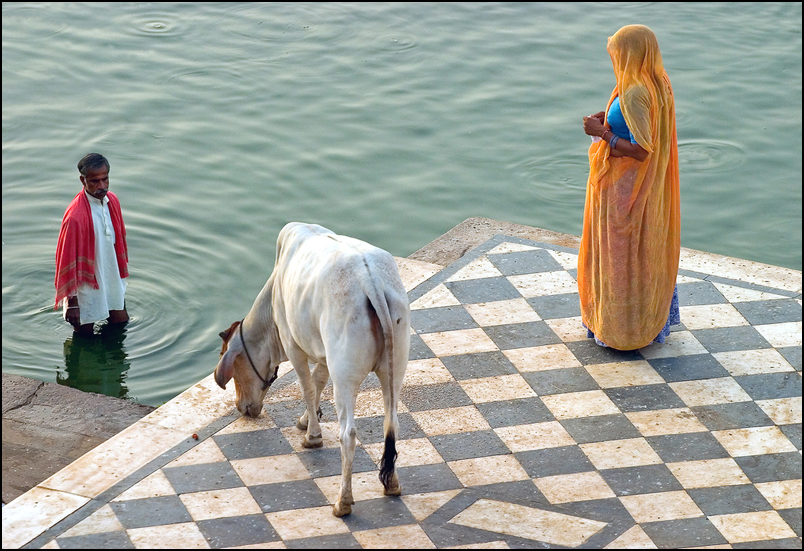
Vache et Indiens sur les ghats de la ville sainte de Pushkar, lieu de pèlerinage où se trouve le seul temple au monde dédié au Dieu Brahmâ, père du premier homme, Manu (qui composa son Dharma-Shâstra).

Le célèbre canon sacré hindou, le Mânava-dharma-shâstra, ou Lois de Manu, instaure les rapports avec la vache dans des termes qui sont les siens, c'est-à-dire en référence au droit hindou classique qu'il incarne. Il indique néanmoins le parallèle qu'il y a entre le brâhmane et la vache, tous les deux symboles de l'Ahimsâ et des sacrifices pour les dieux, le premier en raison de son savoir sacré (véda), la seconde parce qu'elle crée l'élément primordial que l'on offre dans les sacrifices hindous (yajña) : les laitages. Ce caractère « brahmanique » de la vache est confirmé par l'équivalence du mérite libérateur que donne la protection d'une vache, ou d'un brâhmane, de femmes ou d'enfants, au prix de sa vie :

« La mort, sans l’espérance d’une récompense, pour les brâhmanes et les vaches, ou dans la défense de femmes et d’enfants, garantit la béatitude à ceux ne faisant pas partie de la communauté Ârya (les Vahya). L'Ahimsâ (respect impérieux de la Vie, non-violence), la véracité, l'abstention de s'approprier les biens des autres, la pureté et le contrôle des sens, Manu a ainsi déclaré que tout cela peut être considéré comme le résumé du Dharma pour les quatre varna d'Ârya (« Nobles »). »

— Mânavadharmashâstra, livre 10, sûtra 62 et 63.
Les Lois de Manu prévoient des pénitences strictes pour celui qui assassine un bovin :

« 109. Celui qui a commis le crime du meurtre d'une vache (ou du taureau) boit pendant le premier mois une décoction de grains d'orge ; ayant rasé tous ses cheveux et se couvrant lui-même avec la peau de la vache tuée, il doit vivre dans une étable. 110. Pendant les deux mois suivants, il mange une petite quantité de nourriture, sans aucun sel, repas se limitant à quatre, et doit se baigner dans l'urine de vaches, gardant ses sens sous contrôle. 111. Pendant la journée, il doit suivre les vaches et, étant debout, droit, inhalera la poussière levée par leurs sabots ; la nuit, après leur service et leur adoration, il doit rester dans la position appelée viraçana. 112. En se contrôlant, sans colère, il doit être debout quand elles le sont, il doit les suivre quand elles marchent et s'asseoir quand elles se couchent. 113. Quand une vache est malade, ou menacée par des voleurs, des tigres, et ainsi de suite, ou ayant chuté, ou bloquée dans un marais, il doit la délivrer par tous les moyens possibles ; 114. Dans la chaleur, dans la pluie, ou dans le froid, ou quand le vent souffle violemment, il ne doit pas chercher à s'abriter, sans protéger en premier les vaches selon son aptitude. 115. On ne doit rien dire, si une vache mange quoi que ce soit dans sa propre maison ou dans une autre, ou dans un champ ou sur le sol battu, ou si un veau boit son lait. 116. Le tueur d'une vache qui sert ainsi le bétail, sa culpabilité s'en va, après trois mois, pour le fait d'avoir tué une vache. 117. Mais après qu'il a entièrement exécuté la pénitence, il doit donner aux brâhmanes connaisseurs des véda, dix vaches et un taureau, ou s'il ne possède pas tant de biens, il doit leur offrir tout ce qu'il a. »

— Mânavadharmashâstra, livre 11.

### Signification historique

#### Enseignements de Swami Ramdas

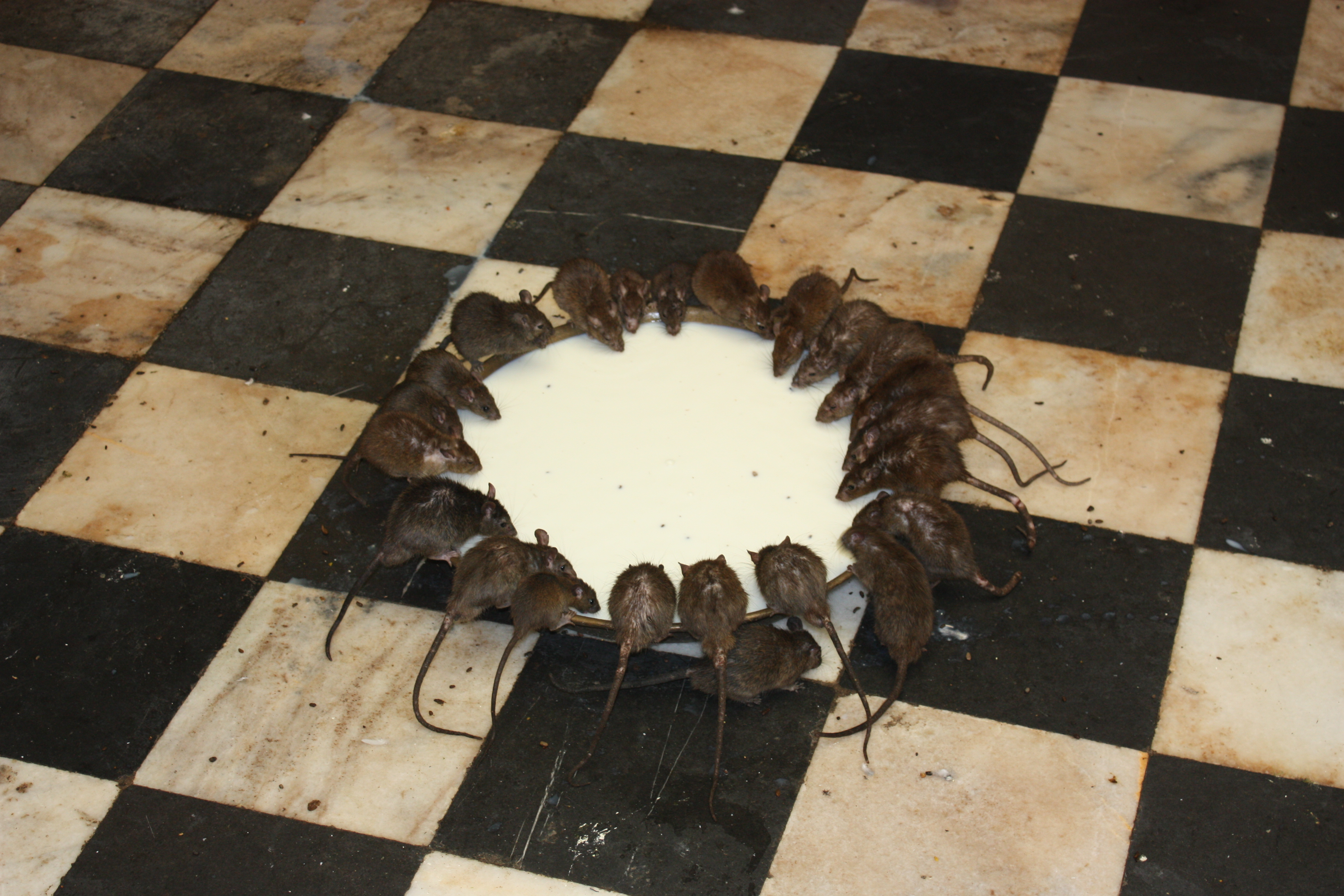
Rats sacrés au Temple de Karni Mata buvant du lait offert ; le lait de la vache est considéré par les hindous comme un aliment particulièrement saint.

Pour Swami Ramdas, la vache est une Mère pour ses qualités précieuses représentant et rendant palpable l'Absolu (Brahman), et qu'incarnent les hommes pieux :

« En vérité, la vache représente la Mère de l'univers et elle est un idéal pour tous ceux qui sont doux, purs, désintéressés et innocents. C'est la vache qui donne le lait dont l'homme tire la crème, le beurre et le ghî. Elle est la mère des taureaux qui tirent la charrue dans les champs pour la nourriture de l'homme. Ses bouses elles-mêmes sont très utiles comme combustibles ; en Kathiawar, où il n'y a ni arbres ni forêts, il n'y a pas d'autre combustible que les pains de bouse de vache. Et, après sa mort naturelle, sa peau et ses os servent à faire des quantités de choses. Ô mère ! En vérité tu es vraiment Kâmadhenu (vache mythique qui exauce tous les désirs de celui qui la possède) ! »

— Carnet de pèlerinage, Swami Ramdas, p. 107, éditions Albin Michel, 1973.

#### Enseignements du Mahâtma Gandhi

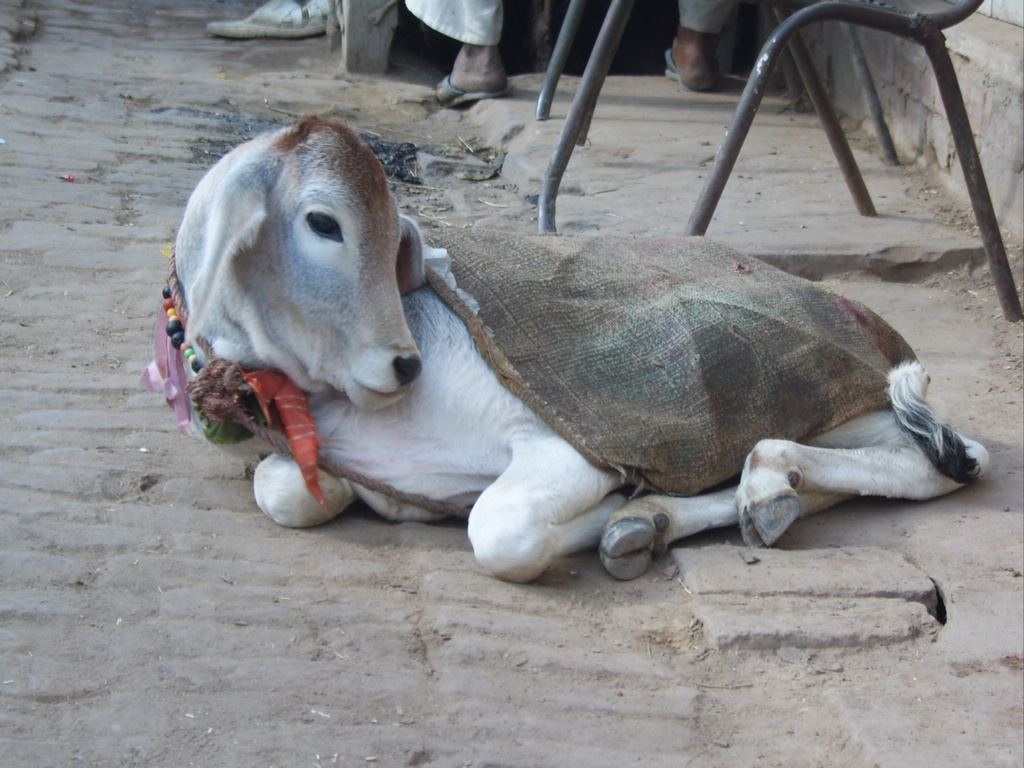

Dans ses lettres à l'ashram, concernant la protection de la vache, le Mahatma Gandhi considérait qu'il s'agissait du devoir premier de tout hindou de défendre « Mère Vache », vue comme un « poème de miséricorde » et symbole de toutes les vies faibles à protéger en ce monde : pour lui, l'hindouisme ne peut continuer à exister uniquement si des hommes protègent et rendent un culte aux bovins, qui est le cadeau de l'hindouisme au monde ; car ce principe de protection de la vache n'est pas seulement valable en Inde, mais à faire respecter sur la Terre entière.

### Époque contemporaine

#### La loi en Inde
Dans l'État du Gujarat, au nord-ouest de l'Inde, selon une loi passée en 2017, celui qui se rend coupable du meurtre d'une vache encourt une peine de prison à perpétuité.

## Zoroastrisme
Du fait de la proximité géographique de l'Iran et de l'Inde, le zoroastrisme est une religion liée historiquement et religieusement avec l'hindouisme. Cette religion fut fondée par Zarathoustra :

« Jeune homme, il [Zarathoustra] décida de devenir prêtre (zoatar), mais il s'opposa vite à l'antique culte iranien de Mithra, caractérisé par de cruels sacrifices [de taureaux].(...) Il combattit les sacrifices animaux, du fait de sa conviction qu'eux aussi possédaient une âme. »

— Encyclopédie des religions, Gerhard J. Bellinger.
Ce rejet des sacrifices sanglants n'est pas sans rappeler celui du Bouddha.
Le terme « geush urva » désigne l'esprit de la vache et est interprétée comme l'âme de la Terre. Dans l'Ahunavaiti Gatha, Zarathoustra (ou Zoroastre) accuse certains de ses coreligionnaires d'abuser de la vache. Le dieu Ahura Mazda demande en effet à Zarathoustra de protéger les bovins.
Ainsi, on ne peut ignorer que les terres de Zarathoustra et des prêtres védiques étaient celles d'éleveurs de bétail.
Le chapitre 9 du Vendidad de l'Avesta expose le pouvoir de purification de l'urine de vache. Il est déclaré être une panacée pour tous les maux corporels et moraux.

## Égypte antique

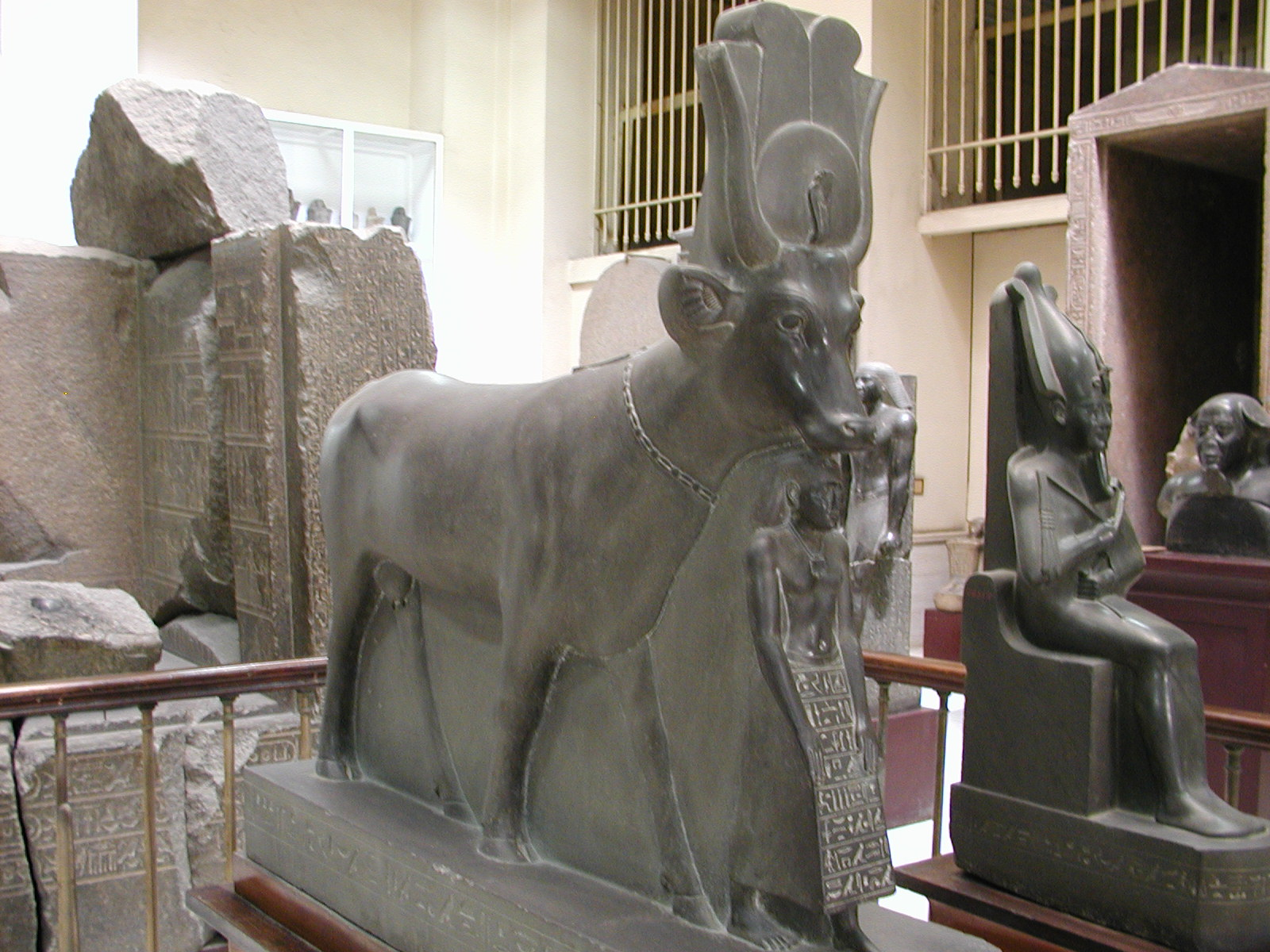
Hathor au musée égyptien du Caire.

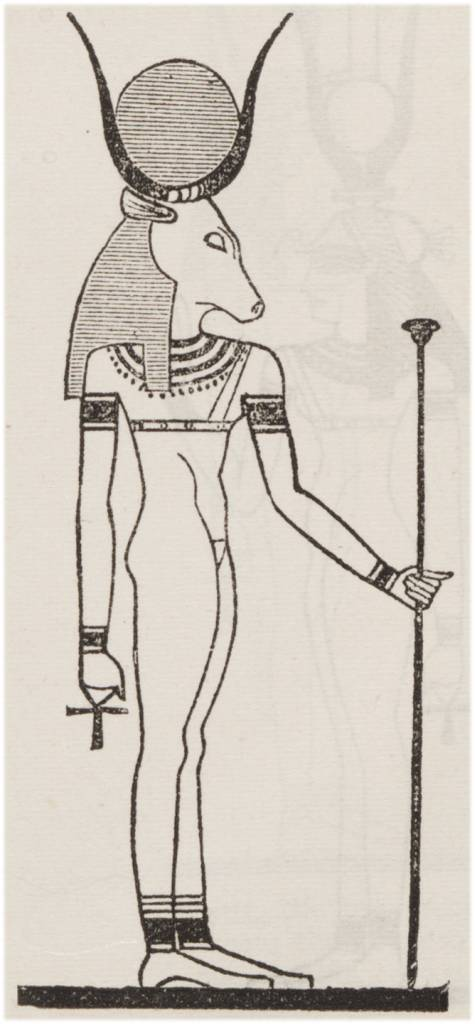
Hathor, représentée avec une tête de vache.

Dans l'ancienne Égypte, la déesse du Ciel, Hathor, était adorée sous la forme d'une vache, d'une femme à tête de vache ou à cornes de vache. La vache avait une valeur symbolique très importante chez les Anciens Égyptiens :

« La vache représentait (...) la voûte céleste (...), et son ventre portait les étoiles. La déesse Isis prenait aussi quelquefois l'apparence d'une vache. »

« Associée aux vaches célestes (...) Hathor abrite et enfante journellement ; à son pis s'abreuve le pharaon pour recevoir le lait divin, garant d'une éternelle jeunesse et de souveraineté. »

— Encyclopédie des religions, Gerhard J. Bellinger.
La vache n'avait pas à subir de sacrifice sanglant en Égypte antique, les Égyptiens, (mais aussi les Sabiens et beaucoup d'autres peuples idolâtres) évitaient de sacrifier et donc de manger des brebis, des boucs, des bovins (dans l'Antiquité, il n'était possible de consommer la chair d'un animal seulement si ce dernier avait été sacrifié à une divinité).
Dans la mythologie égyptienne, Hésat était la manifestation d'Hathor, la divine vache céleste sous sa forme terrestre. Comme Hathor, elle était considérée comme l'épouse de Rê. En hiéroglyphes, elle est représentée comme une vache avec une couronne égyptienne.
Enfin, le culte des bovins trouvait en Égypte son caractère principal avec le culte du taureau Apis, à Memphis, « ba vivant de Ptah », culte que l'on retrouve par la suite en Grèce antique et à Rome ; la mort du taureau Apis était un événement majeur qui conduisait à un deuil national de soixante-dix jours :

« À l'époque ptolémaïque, un grand nombre de fidèles hellénophones (...) participaient avec la même dévotion que les autochtones aux funérailles de l'animal, enterré en grande pompe dans d'impressionnantes catacombes situées à Saqqara (...) ; il en allait de même pour les autres taureaux sacrés, Bouchis à Hermonthis, au sud de Thèbes, et Mnevis à Héliopolis, tous deux « baou vivants de Rê ». »

— Encyclopédie des religions, Gerhard J. Bellinger.

## Afrique subsaharienne
En Afrique subsaharienne, les bovins ont aussi, dans la culture animiste, une sacralité très importante selon les peuples. En effet, par exemple :

« Les éleveurs [pasteurs Tumusi] vivent dans un univers culturel organisé autour de la sacralisation du bovidé. Non seulement celui-ci ne sera jamais abattu pour être mangé, mais son lait sera traité avec le plus grand respect. On évitera de le renverser et on n'oubliera jamais que le monde est né d'une goutte de ce précieux liquide. »

— Mythes et croyances du monde entier, tome 3, Afrique noire, Amérique, Océanie, éditions Lidis-Brepols.

## Europe antique
Voir :

## Galerie

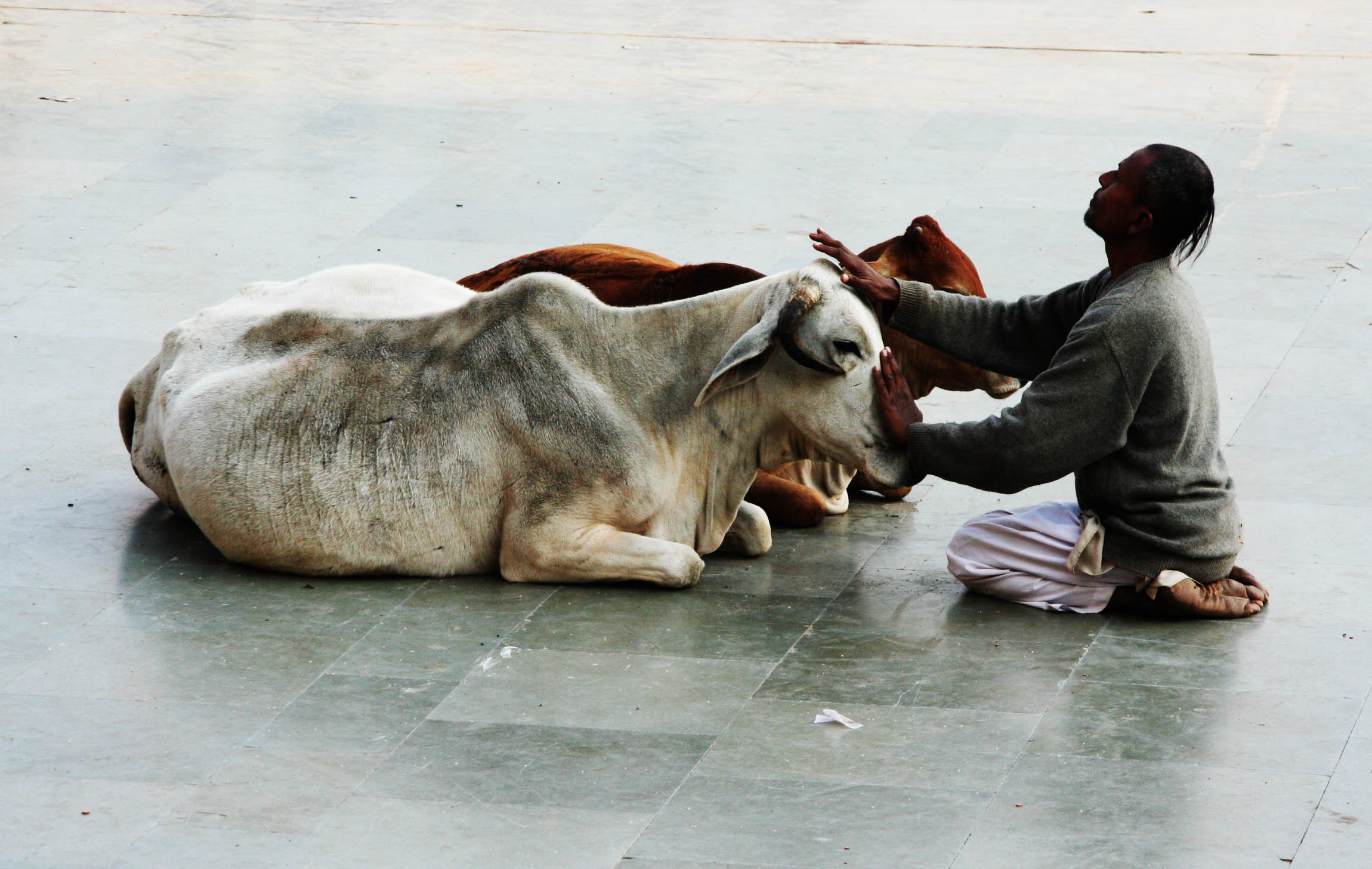
Hindou en prière face à deux vaches.
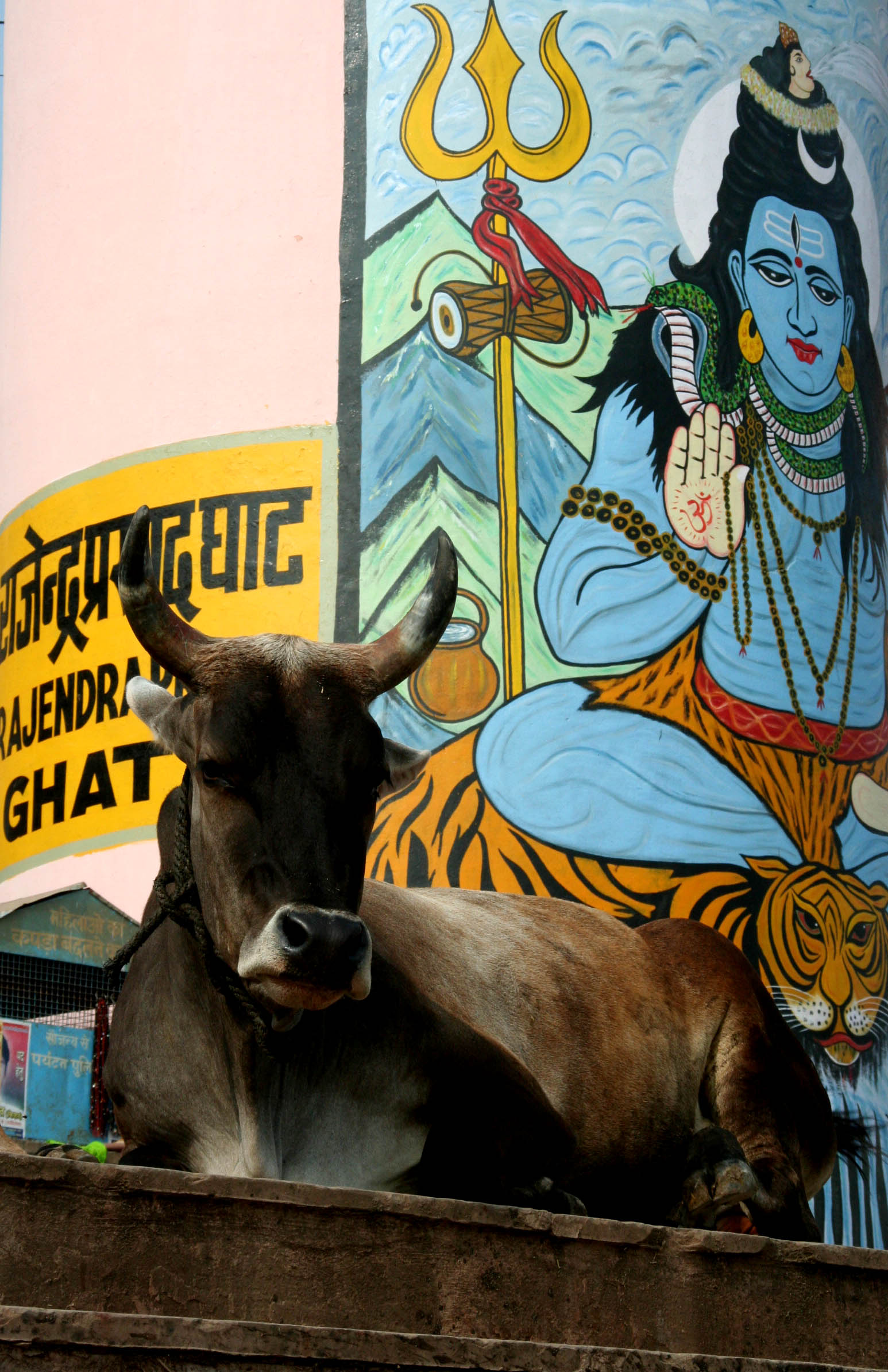
Vache sur un ghat de la ville la plus sainte de l'hindouisme : Varanasi (Bénarès).
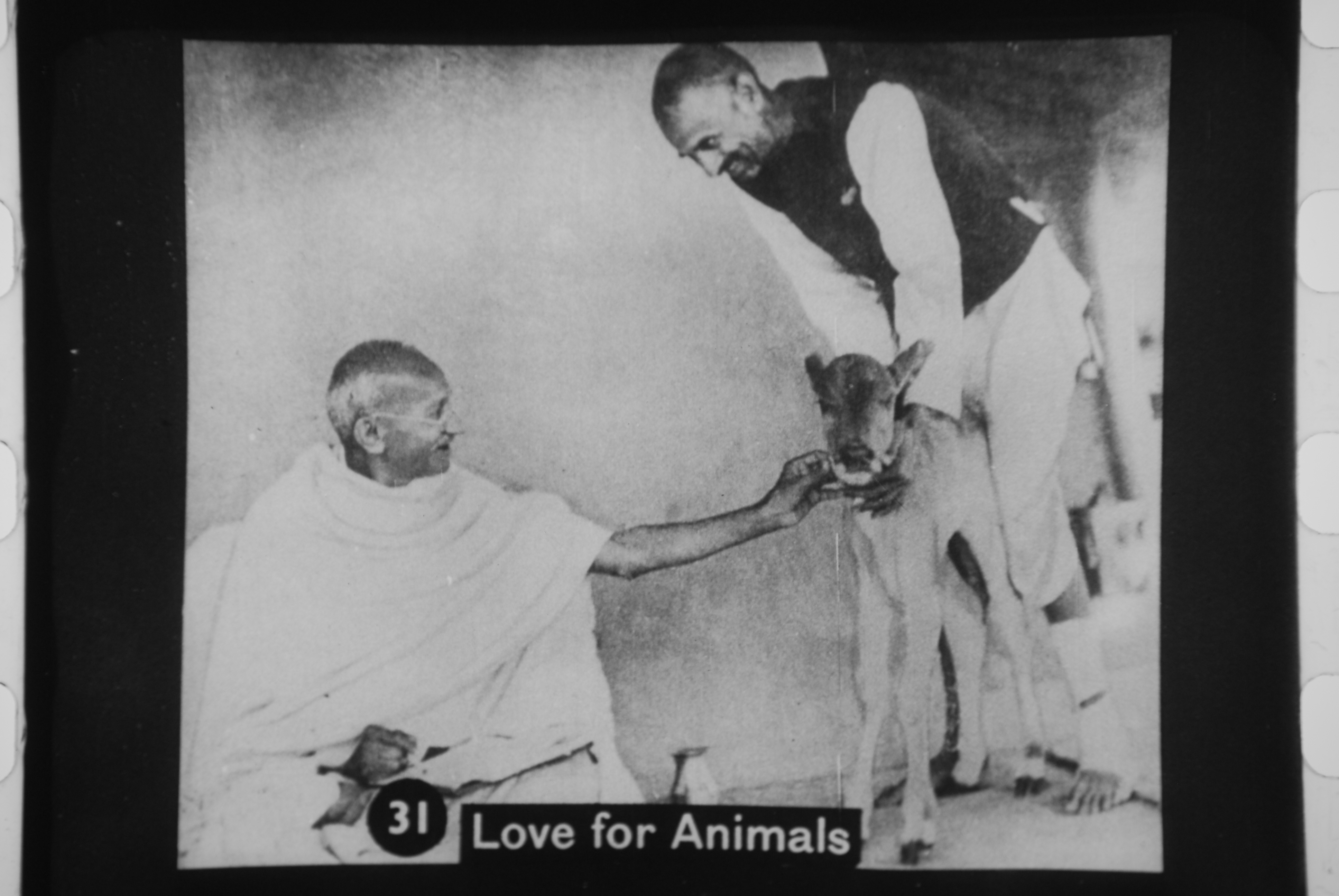
Le Mahatma Gandhi avec un veau.
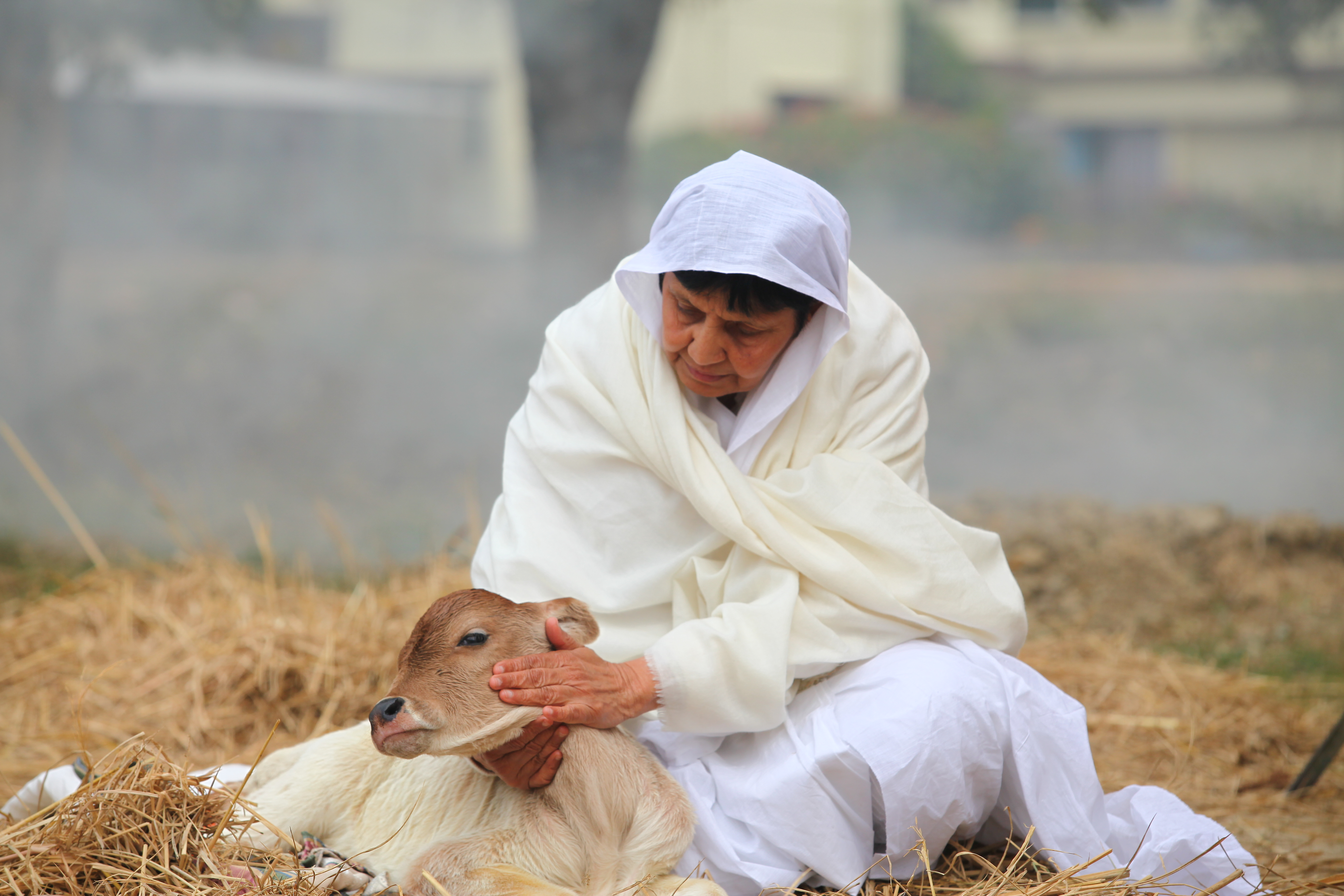
Nonne de religion jaïne avec un veau.
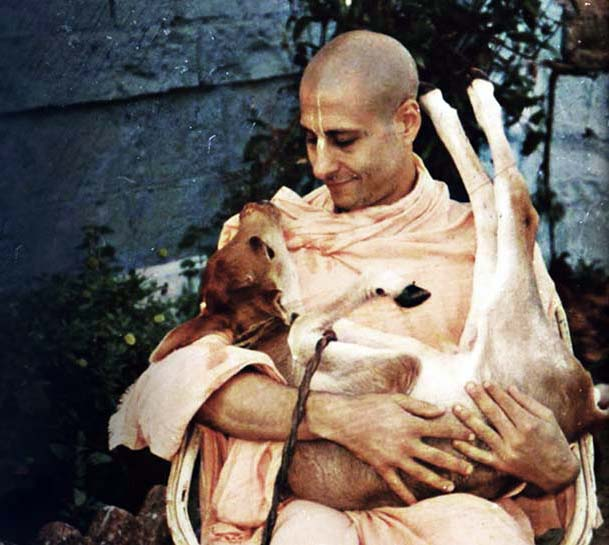
Radhanath Swami avec un veau.
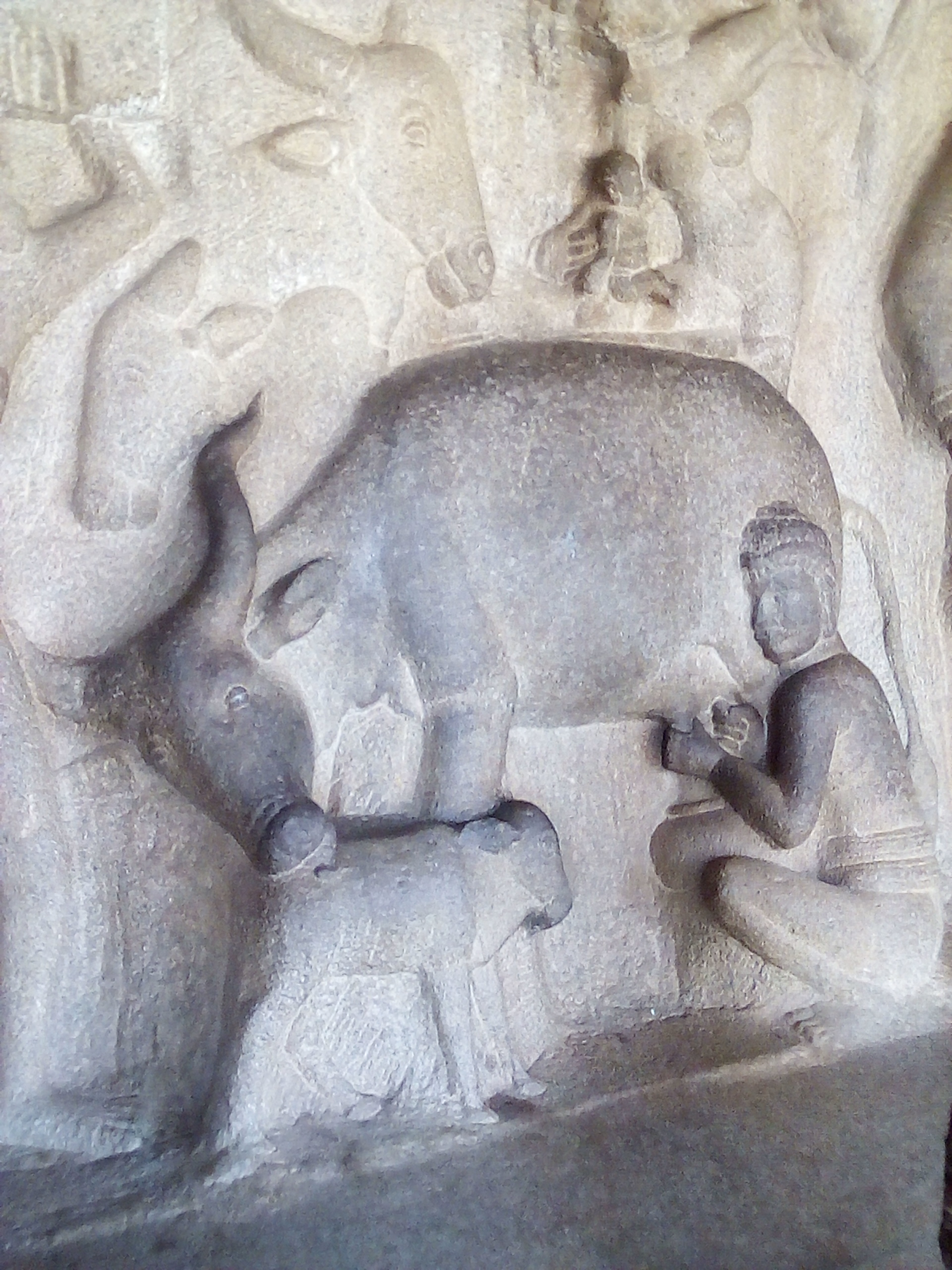
Sculpture d'une vache léchant son petit, à Mahabalipuram.
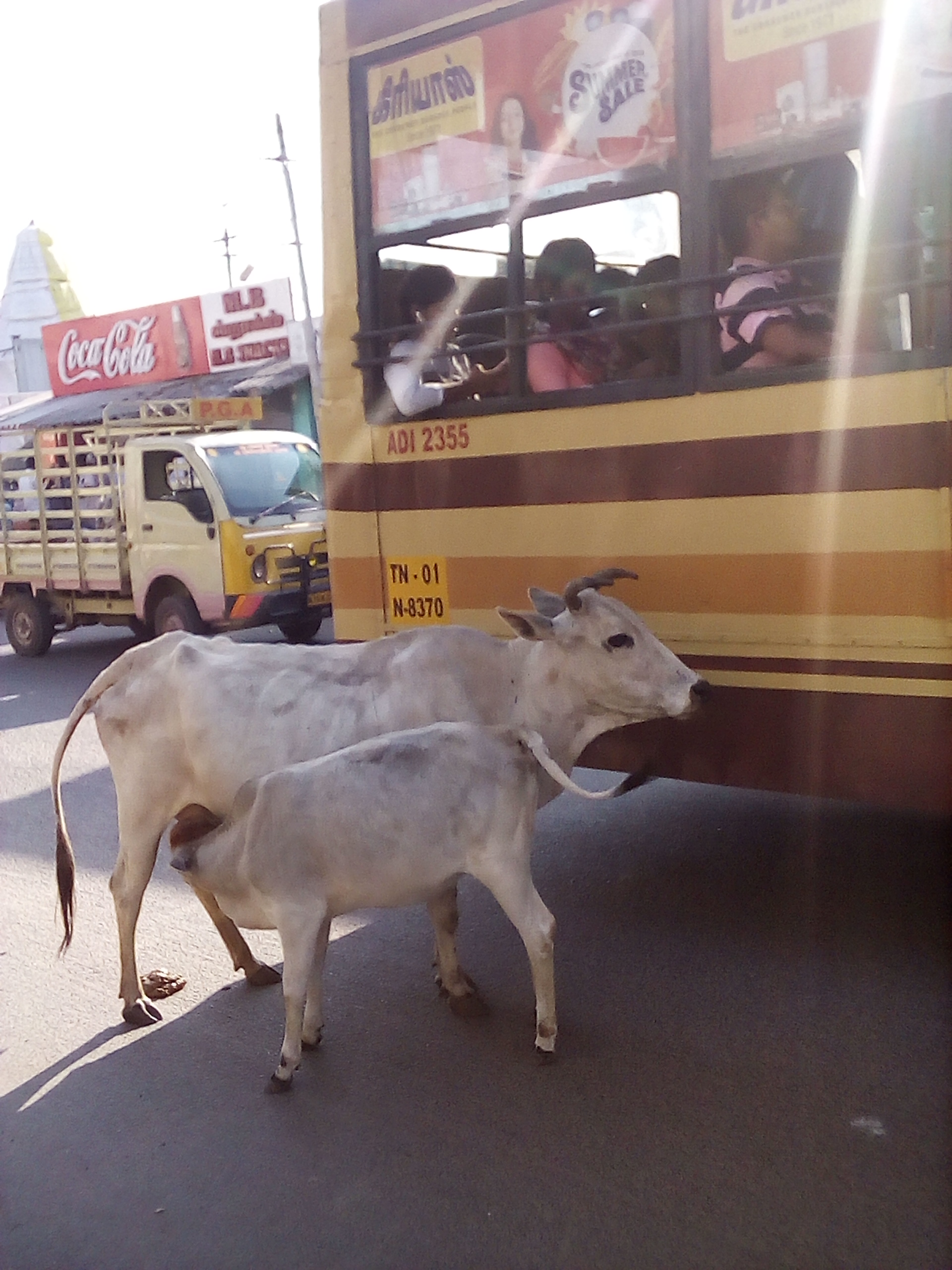
Vache et veau, dans le Tamil Nadu.